# Arthroleptis reichei
Arthroleptis reichei е вид жаба от семейство Arthroleptidae. Видът е почти застрашен от изчезване.

## Разпространение
Разпространен е в Малави и Танзания.

## Описание
Популацията на вида е намаляваща.